# Vi fara till Sahara
Vi fara till Sahara (originaltitel: The Flying Deuces) är en amerikansk komedifilm med Helan och Halvan från 1939 i regi av A. Edward Sutherland. I filmen rekryteras de båda komikernas rollfigurer till Främlingslegionen.

## Handling
Helan och Halvan befinner sig i Paris, tillfälligt lediga från sina arbeten vid fiskmarknaden i Des Moines. Helan har förälskat sig i hyresvärdens attraktiva dotter Georgette. Men hans hjärta krossas då han får reda på att Georgette redan har en man som hon älskar. Helan överväger självmord genom att dränka sig i Seine men Halvan lyckas distrahera och övertala sin kamrat att glömma Georgette, och då bestämmer sig Helan i stället för att gå med i Främlingslegionen. Så de båda vännerna går med i Främlingslegionen, och därefter leder det ena till det andra och de anklagas för desertering.

## Om filmen
Filmen är delvis en nyinspelning av komikerduons kortfilm Alla tiders hjältar från 1931. Charles B. Middleton som spelade kommendanten i denna film hade tidigare spelat kommendant i den tidigare filmen.
Oliver Hardy träffade sin blivande hustru, Virginia Lucille Jones, under inspelningen av filmen. Jones samarbetade som scripta med manusförfattarna.
Filmen finns utgiven på DVD och Blu-ray.
Vi fara till Sahara har visats flera gånger i SVT, bland annat i januari 1984, i juli 2018 och i juni 2024.

### Svensk distribution
Filmen har haft flera svenska titlar genom åren. När den visades som långfilm i Sverige den 26 december 1939 på biografen Skandia gick den under titeln Vi fara till Sahara. 1941 visades de som kortfilm med titeln I främlingslegionen (1941). Därefter visades den i flera olika kortfilmsversioner 1950 med titlarna Helan och Halvan på friarstråt, Helan och Halvan tar värvning, Helan och Halvan i Paris, Helan och Halvan i Sahara, Helan och Halvan på rymmarstråt och Helan och Halvan flyger i luften.

## Musik
- The Dance of the Cuckoos (Marvin Hatley, Harry Steinberg)
- Shine On, Harvest Moon (Nora Bayes, Jack Norworth), sång, framförd av Oliver Hardy
- The World Is Waiting for the Sunrise (Ernest Seitz, Gene Lockhart), instrumental, framförd av Stan Laurel på harpa (dock någon annan som spelar)[5]

## Rollista (i urval)
- Stan Laurel – Stan (Halvan)
- Oliver Hardy – Ollie (Helan)
- Jean Parker – Georgette
- Jean Del Val – Sergeant
- Reginald Gardiner – François
- Charles B. Middleton – Kommendant i Främlingslegionen
- Clem Wilenchick – Korpral
- James Finlayson – Fängelsepersonal
- Richard Cramer – Chaufför
- Sam Lufkin – legionär[2]